# Shimon Dotan
Shimon Dotan (hebräisch שמעון דותן; * 23. Dezember 1949 in Rumänien) ist ein israelischer Filmregisseur, Filmproduzent und Drehbuchautor rumänischer Herkunft.

## Leben und Werk
Shimon Dotan wurde 1949 in Rumänien geboren, kam aber 1959 mit seiner Familie nach Israel, wo er in einer Agrargenossenschaft aufwuchs. Nach fünfjährigem Militärdienst, schloss er sein Studium an der Universität Tel Aviv mit einem Bachelor of Fine Arts (BFA) ab und startete anschließend eine Laufbahn als Filmschaffender. Mit seinen Studentenfilmen gewann er zuvor zweimal den Wettbewerb um Israels besten Kurzfilm sowie einen Preis für die beste Regiearbeit.
In dem 1982 produzierten Spielfilm Zlila Choseret (engl. Titel: Repeat Dive) verarbeitete Dotan, der neben der Verfassung des Drehbuchs auch erstmals Regie führte, seine Erfahrungen als Mitglied einer israelischen Elitemarineeinheit. Sein Debütfilm war überdies äußerst erfolgreich und erhielt neben kritischem Beifall insgesamt drei israelische Filmpreise. Außerdem nahm sein Werk im Wettbewerb um den Hauptpreis an den internationalen Filmfestspielen von Berlin und Chicago teil. Nach zwei weiteren Filmen mit Dokumentarfilmcharakter folgte 1986 sein mehrfach prämiiertes Filmdrama Das Lächeln des Lämmchens nach einem Buch von David Grossmann. Der Film, der von Beziehungen zwischen Israelis und Palästinensern handelt, gewann bei der Berlinale 1986 einen silbernen Bären.
Dotan zog Anfang der 1990er Jahre nach Kanada und gründete 1991 gemeinsam mit seiner Geschäftspartnerin Netaya Anbar in Montreal die Filmproduktionsgesellschaft Cinequest Films. Nach der ersten gemeinsamen Produktion, Infernal Fighter (1994), folgten weitere Streifen wie Coyote Run (1996) und Vier Neurosen und ein Todesfall (1998). Seitdem ist er vorwiegend in Kanada und den Vereinigten Staaten als Filmschaffender aktiv.

## Filmografie
| als Filmproduzent - 1982: Zlila Choseret - 1994: Infernal Fighter (Warriors) - 1996: Coyote Run - 1998: You Can Thank Me Later - 2000: Bad Boys Hunting (Wilder) - 2000: Mistakes – Tödliche Fehler (Cause of Death) - 2000: The List ... verführt ... verraten ... verfolgt ... (The List) - 2001: Concept of Fear (Hidden Agenda) - 2006: Hot House - 2007: Diamond Dogs - 2016: Die Siedler der Westbank (The Settlers) | als Regisseur - 1982: Zlila Choseret - 1986: Das Lächeln des Lämmchens (Hiuch HaGdi) - 1991: S.E.A.L.S. (The Finest Hour) - 1994: Infernal Fighter (Warriors) - 1996: Coyote Run - 1998: You Can Thank Me Later - 2006: Hot House - 2006: Abgeordnete hinter Gittern (Le Temps des Prisonniers, Dokumentarfilm) - 2007: Diamond Dogs - 2016: Die Siedler der Westbank (The Settlers) als Drehbuchautor - 1982: Zlila Choseret - 1986: Das Lächeln des Lämmchens (Hiuch HaGdi) - 1991: S.E.A.L.S. (The Finest Hour) - 2006: Abgeordnete hinter Gittern (Le Temps des Prisonniers, Dokumentarfilm) - 2016: Die Siedler der Westbank (The Settlers) |
| | |